# Bahinabai
Bahinabai (1628–1700 AD) or Bahina or Bahini war eine Heilige aus der sogenannten Varkari Bewegung aus Maharashtra, Indien. Sie war eine Schülering des Heiligen Tukaram aus gleichnamiger Bewegung, welcher für seine poetischen Werke bekannt ist. Bahinabai stammte aus einer Brahmen Familie und würde schon in jungen Jahren mit einem Witwer verheiratet. Die meißste Zeit ihres Lebens ist sie mit ihrer Familie durch Maharashtra gezogen. In ihrer Autobiografie "Atmamanivedana" beschreibt sie ihre spirituellen Erlebnisse mit einem Kälbchen und ihren Visionen mit Gott in Form von Vithoba und auch Tukaram. Sie hatte ein sehr schweres Eheleben, in dem sie viel Gewalt ausgesetzt war. Ihr aggressiver Ehemann war zunächst gegen ihre spirituellen Bemühungen, aber zum Ende des Lebens hin akzeptierte er ihren Weg der Hingabe (bhakti). Anders als andere weibliche Heilige war sie ihr Leben lang verheiratet.
In Bahinabai's abhanga Kompositionen, die sie in Marathi verfasste, findet sich ihre schwer zu ertragende Ehe und ihre Rolle als Frau wieder und ihre grenzenlose Liebe zu Vithoba.

## Frühe Kindheit
Bahinabai schrieb in ihrer Autobiographie „Atmamanivedana“ (oder „Bahinibai Gatha“) in den ersten 78 Versen der insgesamt 473 über ihr derzeitiges Leben, die anderen behandeln auch weitere 12 vergangene Leben.
Geboren wurde sie in Deogaon (Rangari) oder Devgaon nahe Ellora oder Verul im nördlichen Maharashtra, wo sie ihre Kindheit verbrachte. Ihre Eltern, Aaudev Kulkarni und Janaki waren Brahmanen und für sie war Bahinabai als ihr erstes Kind ein Zeichen großen Glücks. Bahinabai wuchs innerhalb der Brahmanenkaste sehr fromm auf und rezitierte die Namen Gottes schon im frühen Kindesalter, während sie mit ihren Kameraden spielte.
Bahinabai wurde schon mit 3 Jahren dem dreißigjährigen Witwer Gangadhar Pathak verheiratet, der als großer Gelehrter und als "ein exzellenter Juwel eines Mannes" beschrieben wurde und der mit ihr und ihren Eltern lebte, bis die junge Ehefrau in die Pubertät kam. Als Bahinabai 9 Jahre alt war, musste sie aufgrund von Familienstreitigkeiten zusammen mit ihrem Mann und ihren Eltern Devghaon verlassen. Sie wanderten mit Pilgern entlang dem Godavari Flusses und lebten von Almosen, wie es für heilige Menschen Sitte war. Sie besuchten unter anderem Pandharpur und als Bahinabai 11 Jahre alt war, ließen sie sich letztendlich in Kolhapur nieder. Bahinabai gefiel es nicht "den Anforderungen des Ehelebens unterworfen", zu sein.

## Späteres Leben

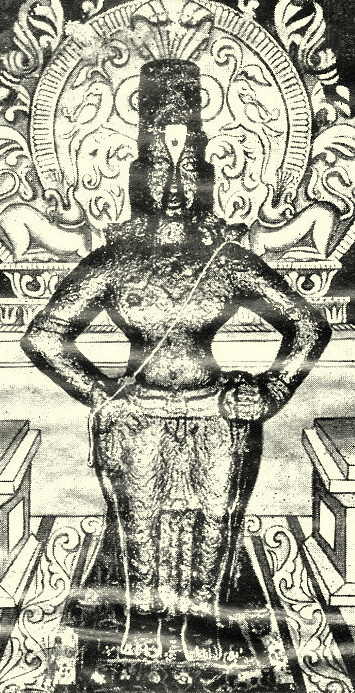
Bahinabai reported visions of the Varkari's patron deity Vithoba, pictured

In Kolhapur wurde Bahinabai mit Hari-Kirtan-Liedern und Erzählungen aus der Bhagavata Purana vertraut gemacht. Hier geschah es, dass Bahinabais Ehemann eine Kuh geschenkt wurde, die bald darauf ein Kalb zur Welt brachte. Das Kalb symbolisiert in der Varkari-Literatur eine Person, die in der vorherigen Geburt den höchsten Zustand der Yogi-Konzentration erreicht hat, aber aufgrund eines Fehlers gezwungen ist, als Kalb zur Welt zu kommen. Bahinabai berichtet von einer spirituellen Begegnung mit dem Kalb. Es folgte Bahinabai, wohin sie auch ging. Bahiabai besuchte mit dem Kalb auch den Kirtan des damals berühmten Swami Jayaram, der bei dieser Veranstaltung liebevollsowohl den Kopf des Kalbes als auch den von Bahinabai tätschelte. Dies veranlasste Bahinabais Ehemann, der  von dem Vorfall erfuhr, dazu sie an den Haaren zu zerren, sie zu schlagen und im Haus zu fesseln. Daraufhin verweigerten das Kalb und die Kuh Nahrung und Wasser, was zum Tod des Kalbes führte. Bei ihrer Beerdigung fiel Bahinabai in Ohnmacht und blieb tagelang bewusstlos. Sie erwachte mit ihrer ersten Vision der Varkari-Schutzgottheit Vithoba und später ihres Zeitgenossen, des heiligen Dichters Tukaram. Nach diesem Vorfall hatte sie eine weitere Vision des Duos, die sie von ihrem Kummer über den Tod des Kalbes erlöste. In diesen Visionen weihte Tukaram sie in den Pfad der Bhakti (Hingabe) ein und wies sie an, den Namen von Vithoba zu rezitieren. Er gab ihr auch Nektar zu trinken und brachte ihr das Mantra "Rama-Krishna-Hari" bei. Daraufhin erklärte Bahinabai Tukaram zu ihrem Guru. Manche hielten ihr Verhalten für ein Zeichen von Wahnsinn, andere für ein Zeichen von Heiligkeit.
Bahinabais Ehemann war gegen ihren Guru Tukaram, da er der untersten Kaste, den sogenannten Shudras, angehörte und sie im Gegenzug der Brahmanenkaste entstammte. Das hielt Bahinabai aber nicht davon ab, ihren Bhakti-Weg weiterzugehen, wobei sie aber ihre Pflichten als Ehefrau nicht vernachlässigte. Als sich ihr Ruhm als Bhakti Heilige verbreitete, schien ihr Ehemann der Eifersucht zu verfallen. So kam es, dass ihr als cholerisch geltender Ehemann sie misshandelte, schlug und sogar in den Viehstall sperrte. Als alle Methoden versagten, sie abzuschrecken, beschloss er, Bahinabai zu verlassen, die zu diesem Zeitpunkt im dritten Monat schwanger war. Dieser Versuch schlug allerdings fehl, da er am Tag der Abreise ein Brennen in den Gliedern spürte, welches einen ganzen Monat lang andauern sollte. In dieser Zeit erkannte er die Bösartigkeit seiner Tagen und diese zu bereuen. Er überzeugte sich von Bahinabais Glauben und ihrer Hingabe an Gott und hörte fortan auf sie schlecht zu behandeln. Gleichzeitig beschloss Bahinabai, sich noch mehr um ihren Mann zu kümmern, denn sie anscheinend vernachlässigt hatte, und so beschloss sie, ihrem Menn zu dienen, als wenn sie Gott dienen würde. Bahinabai schreibt:

Ich werde meinem Mann dienen - er ist mein Gott ...
Mein Mann ist mein Guru; mein Mann ist mein Weg dies
ist der wahre Entschluss meines Herzens.
Wenn mein Mann weggeht, der Welt entsagend,
Pandurang (Vithoba), was wird es mir nützen, unter den Menschen zu leben? ...
Mein Mann ist die Seele, ich bin der Körper ...
Mein Mann ist das Wasser, ich bin ein Fisch darin.
Wie kann ich überleben? ...
Warum sollte der Steingott Vitthal (Vithoba)
und der Traum-Heilige Tuka (Tukaram)

mir das Glück, das ich kenne, rauben?
Die Familie von Bahinabai reiste nach Dehu, der Heimatstadt von Tukaram, und erwies ihm ihre Ehre. Die Tatsache jedoch, dass die Brahmanenfamilie Tukaram, der aus einer niedrigeren Kaste stammente als ihren Guru akzeptierte, erregte großen Unmut unter den örtlichen Brahmanen. Es führte zu Schikanen gegen die Familie und zur Androhung von Ächtung. In Dehu brachte Bahinabai eine Tochter zur Welt, die sie Kasibai nannte. Zu dieser Zeit war Bahinabai verzweifelt und nahe daran Selbstmord zu begehen. In einer Vision hielt Tukaram sie davon ab, segnete sie mit der Gabe der Poesie und prophezeite ihr, dass sie einen Sohn haben würde, der ihr Gefährte bei der letzten Geburt war. Dann begann die Zeit ihrer Kompositionen von Gedichten, von denen die ersten Vithoba gewidmet waren. In der Folge bekam sie einen Sohn, den sie Vithoba nannte. Der genaue Zeitpunkt seiner Geburt ist nicht überliefert, aber er wird in einem späteren Teil ihrer Autobiografie erwähnt.
Schließlich zog die Familie nach Shirur um, wo Bahinabai eine Zeit lang ein Schweigegelübde ablegte. Nach dem Tod von Tukaram im Jahr 1649 besuchte Bahinabai erneut Dehu und fastete achtzehn Tage lang, wonach sie der Überlieferung zufolge erneut mit einer Vision von Tukaram gesegnet wurde. Anschließend besuchte sie den Heiligen Ramdas und blieb bis zu seinem Tod im Jahr 1681 in seiner Gesellschaft. Danach kehrte sie nach Shirur zurück.
In den letzten Abschnitten ihrer Autobiografie sagt Bahinabai, sie habe "ihren Tod gesehen". Sie prophezeite ihren Tod und schrieb einen Brief an Vithoba, ihren Sohn, der nach Shukeshwar gereist war, um die letzte Ölung seiner Frau vorzunehmen. Auf ihrem Sterbebett erzählte Bahinabai Vithoba (ihrem Sohn), dass er während ihrer zwölf vorangegangenen Geburten und auch bei ihrer jetzigen (dreizehnten) Geburt, von der sie glaubte, dass es ihre letzte sei, ihr Sohn gewesen sei. Außerdem erzählte sie die Geschichte ihrer zwölf vorangegangenen Geburten, die in ihrer Autobiografie aufgezeichnet sind. Sie starb im Jahr 1700 im Alter von 72 Jahren.

## Literarisches Werk
Neben ihrer Autobiografie verfasste Bahinabai Abhangas, die sich mit verschiedenen Themen wie dem Lobpreis an Vithoba, Atman, Satguru, Heiligkeit, Brahmanentum und Hingabe befassen. In Bahinabais Abhanga-Kompositionen geht es auch um ihre gestörte Beziehung zu ihrem Mann, den Konflikt zwischen Mann und Frau und in gewissem Maße auch um dessen Lösung. Die Missetaten ihres Mannes schildert sie darin mit Empathie. Im Gegensatz zu vielen weiblichen Heiligen dieser Zeit blieb Bahinabai ihr ganzes Leben lang verheiratet und diente pflichtbewusst ihrem Mann, wobei sie ihre Rollen als pativrata (hingebungsvolle Ehefrau) und virakta (die Ausgestoßene) ausbalancierte. Bahinabai lehnte sich nicht gegen gesellschaftliche Traditionen auf und glaubte, dass die Denunziation der Welt nicht die Lösung für das Leiden einer Frau sei. Ihre Poesie spiegelt ihren Kompromiss zwischen der Hingabe an ihren Mann und ihrem geliebten Gott (Vithoba) wieder.
Bahinabai äußerte sich auch zu den Pflichten einer verheirateten Frau. Einige Abhangas preisen die Vorzüge einer Pativrata, andere plädieren für reine Hingabe an Gott, was den Zorn der Gesellschaft auf sich ziehen kann. Andere plädieren für den Kompromiss. Sie spricht auch von pravrtti (Handlung) und nivrtti (Ruhe), personifiziert als Ehefrauen von manas (dem Geist). Beide streiten um ihre eigene Überlegenheit, gewinnen einen bestimmten Moment in der Debatte und versöhnen sich schließlich und lenken gemeinsam den Geist zu seinem letzten Ziel. In ihrem eigenen Leben versuchte Bahinabai, diese beiden auszubalancieren: pravrtti – die Pflichten einer tugendhaften Ehefrau und nivrtti – Entsagung von der Welt.
Bahinabai verflucht manchmal ihr Schicksal, als Frau geboren zu sein, was die Autorin Tharu als "ihre Skepsis, ihre Aufmüpfigkeit und ihre beharrliche Weigerung, ihr Streben nach der Wahrheit aufzugeben" interpretiert. Sie bedauert ihre weibliche Geburt, da sie von der männlich dominierten Brahmanen-Gesellschaft vom Wissen um die heiligen Schriften wie die Veden und heiligen Mantras ferngehalten wurde. Bahinabai singt in ihren Abhangas:

Die Vedas schreien und die Puranas schreien laut:
"Der Frau kann nichts Gutes widerfahren."
Ich wurde mit dem Körper einer Frau geboren
Wie soll ich die Wahrheit erreichen? 
"Sie sind töricht, verführerisch und trügerisch– 
Jede Verbindung mit einer Frau ist verhängnisvoll."
Bahina sagt: "Wenn der Körper einer Frau so schädlich ist,
Wie in aller Welt werde ich die Wahrheit erreichen?"

Manchmal rufen Bahinabais Abhangas Vithoba (Panduranga, Hari) an, damit er ihr hilft, ihre beiden Rollen in Einklang zu bringen. Bahinabais Weisheit lässt sich mit folgenden Worten zusammenfassen: "Der Körper einer Frau ist ein Körper, der von jemand anderem kontrolliert wird. Deshalb ist der Weg der Entsagung für sie nicht offen." Bahinabais Philosophie offenbart den sozialen Status der indischen Frau des siebzehnten Jahrhunderts, von der man annahm, dass sie neben ihrem Ehemann nicht existieren würde.
Sie hat auch einen Text mit dem Titel Pundalika-Mahatmya verfasst, in dem die Legende von Vithoba und dem Anhänger Pundalik, einer zentralen Figur der Varkari-Tradition, beschrieben wird.

## Referenzen
- Aklujkar, Vidyut (2005). "Between Pestle and Mortar: Women in Marathi Sant tradition". In: Sharma, Arvind (Ed.), *Goddesses and women in the Indic religious tradition* (pp. 105–130). Koninklijke Brill, The Netherlands. ISBN 978-90-04-12466-0. [Link](https://books.google.com/books?id=k6YrsMcVqS4C&dq=bahinabai&pg=PA121).
- Anandkar, Piroj (1979). "Bahinabai". In: *Women Saints of East and West* (pp. 64–72). Vedanta Press, Hollywood, CA. ISBN 0-87481-036-1. [Link](https://archive.org/details/womensaintseastw0000unse/page/64/mode/2up).
- Feldhaus, Anne (1982). "Bahiṇā Bāī: Wife and Saint". *Journal of the American Academy of Religion*, 50(4), 591–604. Oxford University Press. DOI: [10.1093/jaarel/l.4.591](https://doi.org/10.1093/jaarel/l.4.591). JSTOR: [1462944](https://www.jstor.org/stable/1462944).
- Pandharipande, Rajeshwari V. (2000). "Janabai: A Woman Saint of India". In: Sharma, Arvind (Ed.), *Women Saints in World Religions* (pp. 145–180). State University of New York Press. ISBN 978-0-7914-4619-5. [Link](https://books.google.com/books?id=swmquJb9lbEC&dq=bahinabai&pg=PA169).
- Tharu, Susie J. (1991). "Bahinabai (1628-1700) Marathi". In: *Women Writing in India: 600 B.C. to the Present* (Vol. 1, pp. 107–115). Feminist Press, New York. ISBN 978-1-55861-027-9. [Link](https://books.google.com/books?id=u297RJP9gvwC&dq=bahinabai&pg=PA107).